# Leichtathletik-Europameisterschaften 1938/4 × 400 m der Männer

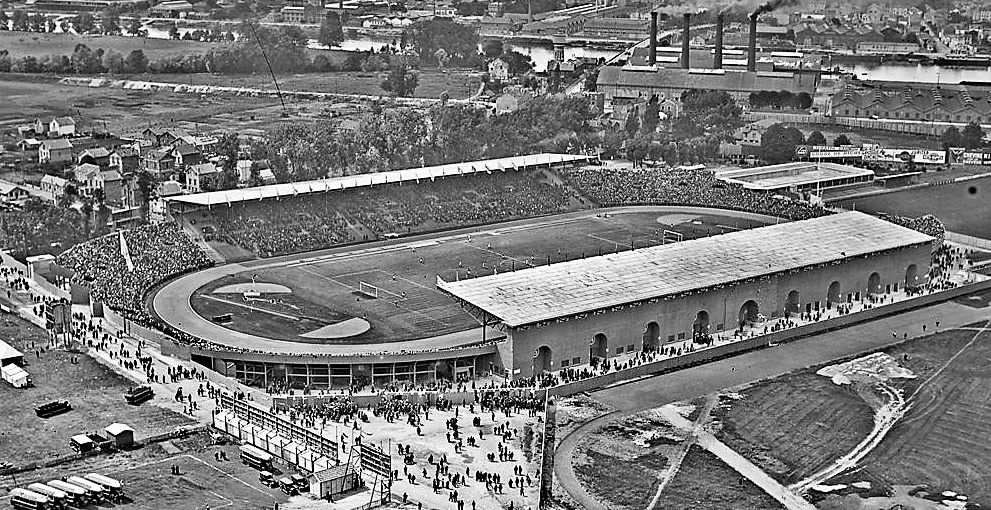
Olympiastadion in Paris 1924

Die 4-mal-400-Meter-Staffel der Männer bei den Leichtathletik-Europameisterschaften 1938 wurde am 5. September 1938 im Stade Olympique der französischen Hauptstadt Paris ausgetragen.
Europameister wurde die deutsche Staffel mit Hermann Blazejezak, Manfred Bues, Erich Linnhoff und Rudolf Harbig.
Großbritannien (Jack Barnes, Alfred Baldwin, Alan Pennington, Godfrey Brown) gewann die Silbermedaille.
Bronze ging an Schweden in der Besetzung Lars Nilsson, Carl Hendrik Gustafsson, Börje Thomasson und Bertil von Wachenfeldt.

## Rekorde

### Bestehende Rekorde
| Weltrekord           | 3:08,2 min | USA (Ivan Fuqua, Edgar Ablowich, Karl Warner, Bill Carr)                     | Los Angeles, USA        | 7. August 1932    |
| Europarekord         | 3:09,0 min | Großbritannien (Freddie Wolff, Godfrey Rampling Bill Roberts, Godfrey Brown) | Berlin, Deutsches Reich | 9. August 1936    |
| Meisterschaftsrekord | 3:14,1 min | Deutsches Reich (Helmut Hamann, Hans Scheele, Harry Voigt, Adolf Metzner)    | EM Turin, Italien       | 9. September 1934 |

### Rekordverbesserung
Die siegreiche deutsche Staffel verbesserte in der Besetzung Hermann Blazejezak, Manfred Bues, Erich Linnhoff und Rudolf Harbig im Finale den eigenen EM-Rekord im Finale am 5. September um vier Zehntelsekunden auf 3:13,7 Minuten.

## Durchführung des Wettbewerbs
Es gab nur sechs Nationen, die an diesem Wettbewerb teilnahmen. So traten die Staffeln ohne weitere Vorläufe zum Finale an.

## Finale
5. September 1938, 17.45 Uhr
| Platz | Staffel            | Besetzung                                                                   | Zeit (min) |
| ----- | ------------------ | --------------------------------------------------------------------------- | ---------- |
| 1     | Deutsches Reich    | Hermann Blazejezak Manfred Bues Erich Linnhoff Rudolf Harbig                | 3:13,7 CR  |
| 2     | Großbritannien     | Jack Barnes Alfred Baldwin Alan Pennington Godfrey Brown                    | 3:14,9     |
| 3     | Schweden           | Lars Nilsson Carl Hendrik Gustafsson Börje Thomasson Bertil von Wachenfeldt | 3:17,3     |
| 4     | Frankreich         | Joseph Bertolino André Gardien Jacques Lévèque Prudent Joye                 | 3:18,3     |
| 5     | Königreich Italien | Angelo Ferrario Gioacchino Dorascenzi Otello Spampani Mario Lanzi           | 3:19,7     |
| 6     | Ungarn             | Gyula Gyenes Ferenc Temesvári József Vadas János Görkói                     | 3:22,9     |